# Serhi Dzyndzyruk
Serhi Olexandrovych Dzyndzyruk –en ucraniano, Сергій Олександрович Дзінзірук– (Nizhnegorski, URSS, 1 de marzo de 1976) es un deportista ucraniano que compitió en boxeo.
Ganó una medalla de plata en el Campeonato Mundial de Boxeo Aficionado de 1997 y dos medallas en el Campeonato Europeo de Boxeo Aficionado, plata en 1998 y bronce en 1996.
En enero de 1999 disputó su primera pelea como profesional. En diciembre de 2005 conquistó el título internacional de la OMB, en la categoría de peso semimedio. En su carrera profesional tuvo en total 40 combates, con un registro de 37 victorias, 2 derrotas y un empate.

## Palmarés internacional
| Campeonato Mundial | Campeonato Mundial  | Campeonato Mundial | Campeonato Mundial |
| Año                | Lugar               | Medalla            | Categoría          |
| ------------------ | ------------------- | ------------------ | ------------------ |
| 1997               | Budapest (Hungría)  | Medalla de plata   | 67 kg              |
| Campeonato Europeo |                     |                    |                    |
| Año                | Lugar               | Medalla            | Categoría          |
| 1996               | Vejle (Dinamarca)   | Medalla de bronce  | 67 kg              |
| 1998               | Minsk (Bielorrusia) | Medalla de plata   | 67 kg              |